# Стен Лазарідіс
Стен Лазарідіс (англ. Stan Lazaridis; 16 серпня 1972, Перт, Західна Австралія) — австралійський футболіст, півзахисник, колишній гравець Збірної Австралії.

## Досягнення
- Кубок конфедерацій: 1997 (2 місце)
- Володар Кубка націй ОФК: 2000, 2004